# ببی بینین
ببی بینین (انگلیسی: Bébéy Beyene؛ زادهٔ ۱۰ مهٔ ۱۹۹۲) بازیکن فوتبال اهل کامرون است.
وی همچنین در تیم ملی فوتبال زنان کامرون بازی کرده‌است.